# Ева Рас
Ева Марија Стевић Рас (Суботица, 1. јануар 1941) српска је глумица, сликарка, књижевница и драматуршкиња.
Ева Рас је глумачку каријеру почела шездесетих година 20. века, играјући претежно у филмовима Црног таласа. Највећу популарност доживела је управо у тој декади, и то захваљујући остварењима Љубавни случај или трагедија службенице ПТТ и Биће скоро пропаст света. Расова је позната као прва југословенска глумица која се обнажила испред објектива. Тако је забележена прва домаћа еротична сцена, у којој Ева са црном мачком, а без ичега на себи, лежи у постељи.
У каријери дугој више од шездесет година, Расова је одиграла неколико стотина улога. Прва је добитница Награде „Царица Теодора”, као и Великог печата за животно дело, Југословенске кинотеке. Глумица је пажњу млађих генерација привукла као интернет-феномен, првенствено због свог бешћутног и безобзирног говора, у коме се не обазире на уобичајене норме пристојног изражавања, а и због анегдоте о жустром сукобу са Јосипом Брозом Титом.
Она је позната и као сликарка и књижевница, чија су дела уживала наклоност критике и била преведена на неколико језика.

## Биографија
Рођена је као Ева Марија Балаш Вагнер, од мајке Марије Балаш и оца Роберта Вагнера, мађарских Јевреја.
По завршетку гимназије долази у Београд са жељом да упише сликарство, али не успева у томе и одлучује да да се опроба на пријемном за глуму, који је успешно и положила. Дипломирала је на Академији за позориште, филм, радио и телевизију у Београду 1963. године, у класи Мате Милошевића.
У својим тридесетим годинама, опробава се и као књижевница па 1972. године издаје своју прву књигу "Немој да гракћеш за мном на степеништу да сам најлепши". Након тога уписује драматургију на Факултету драмских уметности, коју успешно и завршава.
Са мужем Радомиром Стевићем Расом (1931—1982), сликаром и графичарем, 1964. је основала Театар националне драме, где су се изводила дела искључиво домаћих писаца. Имали су ћерку Круну (1967—1991).
Између осталих, играла је и у филмовима Душана Макавејева, Александра Саше Петровића, Живка Николића, Емира Кустурице, Ђорђа Кадијевића, Срђана Драгојевића.., као и у ТВ-серијама Синише Павића.
Са филмом Душана Макавејева „Љубавни случај или трагедија службенице ПТТ“ (1967) постигла је светску славу и једна је од првих глумица са ових простора која се скинула на филму. По многим филмским критичарима и теоретичарима, најбољу улогу је остварила играјући Гоцу у филму Александра Саше Петровића „Биће скоро пропаст света“ (1968). Играла је у великом броју мађарских филмова, које су режирали: Ливија Ђармати, Јанош Роза и Ференц Кардош.
Написала је бројне романе, збирке приповетки и песме, новинске репортаже у недељнику "Чик", колумне у листу "Политика", организовала сликарске изложбе. Говори енглески и мађарски језик.
Добитница је многих значајних награда у земљи и иностранству, како за глуму тако и за књижевност.
Била је учесница треће сезоне ријалити програма Фарма 2010. године. Португалски редитељ André Gil Mata снимио је филм "Како сам се заљубио у Еву Рас", на основу њене каријере.
Дана 29. јун 2021. године, поводом Видовдана, добитница је Златне медаље за заслуге.

## Књижевност
Као писац, дебитовала је 1972. са књигом Немој да гракћеш за мном на степеништу да сам најлепши. Шест година касније издаје једноглави роман „Сива жена“ (1978). Објављивала је романе, збирке приповедака и поезију.
Четири књиге су јој преведене на енглески језик а једна на мађарски.
Списак књига:
- Немој да гракћеш за мном на степеништу да сам најлепши (1972)
- Сива жена (1978)
- У дивна давна времена
- Кад ми мама купи паре
- Причајте нам о Малармеу
- ... Петла на пањ... (пун назив: Положила сам главу петла на пањ, стала ногом на крило и замахнула секиром, затим копрцајуће тело одбацила далеко од себе а крваву главу хитнула преко плота против урока[7])
- Кућа на продају
- Рођени мртви
- Са врха месечеве планине гледала сам свој округли гроб
- Са Евом у рај
- Сребрна постеља
- У арени
- Дивљи јагањци (Београд, Народна књига 2007)
- Девојка коју нису научили да каже не (2009)
- Тито без холивудизовања (ЗОГРАФ, НИШ 2010)
- Vad báranyok (Budapest, Timp kiadó 2011)
- Бадерисани Екрем и Ева (Evro-Giunti 2011)
- Србијо, љубави моја (Jugart 2016)
- Галактичка јеврејка (2021)

## Сликарство
Сликарством се бави од средине осамдесетих година 20. века. Од техника користи пастел, акрилик и комбиноване технике. Излагала је на групним и самосталним изложбама. Често учествује у сликарским колонијама. Сврставају је у сликаре наивне и маргиналне уметности.
Дела:
1. Монахиња Јефимија
2. Елохим у Книћу
3. Месечева планина на Мадагаскару
4. Пастел
5. Светлости севера
6. Другога дана
7. Ана Карењина
8. Сан се не снио
9. Св. Ђорђе на плавом коњу
10. Овим шором, хеј, овим шором
11. Божија светлост

## Награде

### Књижевне награде
- „Женско перо“ (2001)
- „Кочићева књига“ (2003)
- „Златни хит либер“ (2003)
- „Самсунгова награда“ (2003)
- Успон године (Нови Сад 2005)
- „Златан прстен“ 2007 Скопље
- „Награда Бејахада 2007“ Опатија
- „Пламен страсти“ награда Горког листа, Београд 2010
- Международна награда „Мелнишки вечери на поезията“, България 2012
- Награда „Данило Киш“ за рукопис романа „Галактичка Јеврејка“ на 62. наградном конкурсу СЈОС (Савез јеврејских општина Србије) 2018

### Глумачке награде
- Царица Теодора, за улогу у филму Љубавни случај или трагедија службенице ПТТ, на Филмским сусретима у Нишу (1967)
- Плакета Ћеле кула - трећа награда за женску улогу у филму Биће скоро пропаст света, на Филмским сусретима у Нишу (1969)
- Златни лептир у Мађарској, поводом прославе стогодишњице филмске уметности (1996)
- Велики печат Југословенске кинотеке за животно дело (2001).
- Награда Александар Лифка, за изузетан допринос европској кинематографији, на Филмском фестивалу у Палићу (2005)
- Златни прстен за културну и научну афирмацију (2007)

### Државна одликовања
- Златна медаља за заслуге (Република Србија, 2021)[8]

## Филмографија
| Год.        | Назив                                          | Улога                                      |
| ----------- | ---------------------------------------------- | ------------------------------------------ |
| 1960-е      |                                                |                                            |
| 1961.       | Не дирај у срећу                               | Чика Маркова кћерка                        |
| 1963.       | Земљаци                                        |                                            |
| 1964.       | Шут                                            | Небатја                                    |
| 1965.       | Човек није тица                                | Барбуловићева жена Латинка                 |
| 1965.       |                                                | Девојка Абелина Сурбај                     |
| 1966.       | Адам и Ева 66                                  | Ева                                        |
| 1967.       | Љубавни случај или трагедија службенице ПТТ    | Изабела Гароди телефонисткиња              |
| 1968.       | Има љубави, нема љубави                        | љубавница Бате Стојковића Маријана         |
| 1968.       | Биће скоро пропаст света                       | Луда Гоца                                  |
| 1968.       | Парничари                                      | Лубава Здравковић                          |
| 1969.       | ТВ Буквар                                      | Микина жена Изабела                        |
| 1970-е      |                                                |                                            |
| 1970.       | Љубав на сеоски начин                          | Цимерка Розика                             |
| 1970.       | Жарки                                          |                                            |
| 1971.       |                                                | Тамија                                     |
| 1972.       | Мајстор и Маргарита                            | Кочничарка трамваја                        |
| 1973.       | Кужиш стари мој                                | Марина Марић                               |
| 1973.       |                                                | Хегедуш Иренке                             |
| 1974.       |                                                | Лили Фазекаш                               |
| 1974.       |                                                | Рожа г-ђа Бауер, Хербертова мајка          |
| 1976.       | Бабино унуче (ТВ серија)                       | Ева                                        |
| 1977.       |                                                | Аранка Херћан                              |
| 1977.       | Бештије                                        | Чворко, хермафродит са беретком            |
| 1977.       |                                                | Рахела Гинзбург                            |
| 1978.       | Отац или самоћа                                | Илонка Петровић                            |
| 1979.       |                                                |                                            |
| 1979.       | Трофеј                                         | Маргита Ковач                              |
| 1980-е      |                                                |                                            |
| 1980.       | Стан                                           | жена                                       |
| 1980.       | Кружна путовања                                |                                            |
| 1981.       | Касно, натпоручниче!                           |                                            |
| 1982.       | Залазак сунца                                  | Тереза                                     |
| 1983.       |                                                | супруга Николе Зрињског Софија             |
| 1985.       | Отац на службеном путу                         | Илонка Петровић                            |
| 1986.       | Лепота порока                                  | Жоржова жена                               |
| 1986.       | Сиви дом                                       | Тетка Бојка                                |
| 1987.       | Увек спремне жене                              | Медицинска сестра                          |
| 1988.       | За сада без доброг наслова                     |                                            |
| 1988.       | Шпијун на штиклама                             | Чистачица Миланка Јелић                    |
| 1987−1988.  | Вук Караџић                                    | Госпођа Краус, ташта Вука Караџића         |
| 1987−1988.  | Бољи живот                                     | Лепосава Цигановић                         |
| 1988.       | Пут на југ                                     | Госпођа Ана Мендел                         |
| 1989.       | Искушавање ђавола                              | Крстовићка, мајка 5 синова                 |
| 1989.       | Другарица министарка                           | Оливера Живојиновић                        |
| 1990-е      |                                                |                                            |
| 1990.       | Граница                                        | Рози Мезеи                                 |
| 1990.       | Чудна ноћ                                      | Зора Милић                                 |
| 1990.       | Хајде да се волимо 3                           | учитељица Вера                             |
| 1990.       | Бољи живот 2                                   | Лепосава Цигановић                         |
| 1991.       | Холивуд или пропаст                            | Ђузина супруга                             |
| 1992.       | Играч на жици — Радомир Стевић Рас             | Лично документарно                         |
| 1992.       | Ми нисмо анђели                                | Баба Сера                                  |
| 1992.       | Театар у Срба                                  | глумица                                    |
| 1992.       | Велика фрка                                    | Покерашица Цуца                            |
| 1993.       | Византијско плаво                              | Зорица                                     |
| 1993.       | Горила се купа у подне                         | Микијева мама                              |
| 1994.       | Највише на свету целом                         | Мошина жена                                |
| 1994.       | Дневник увреда 1993.                           | Жена из самопослуге која краде 5 зрна кафе |
| 1993−1994.  | Срећни људи                                    | Смиљка Миљковић                            |
| 1994.       | Вуковар, једна прича                           | Жена из забрђа                             |
| 1994.       | Полицајац са Петловог брда (ТВ серија из 1994) | Ивонина тетка                              |
| 1995.       | Ориђинали                                      | Пирошка                                    |
| 1995.       | Наслеђе                                        | Жена са лутком                             |
| 1995−1996.  | Срећни људи 2                                  | Смиљка Миљковић                            |
| 1997.       | Горе Доле                                      | Богата госпођа                             |
| 1999-2001.  | Породично благо                                | Ержебет „Бета“ Стаменковић                 |
| 2000-е      |                                                |                                            |
| 2000.       | Сенке успомена                                 | Болничарка на пријемном                    |
| 2000.       | А сад адио                                     | Ержебет „Бета“ Стаменковић                 |
| 2002.       | Породично благо 2                              | Ержебет „Бета“ Стаменковић                 |
| 2002.       | Држава мртвих                                  | Избеглица из Сплита                        |
| 2003.       |                                                |                                            |
| 2004.       | Јесен стиже, дуњо моја                         | Госпођа Марта                              |
| 2006.       | Друго стање                                    | Тетка Дана                                 |
| 2006.       | Синовци                                        | Наставница Лула                            |
| 2006.       | Шејтанов ратник                                | Станкова мајка                             |
| 2005−2006.  | Стижу долари 2                                 | Симка Стаменковић                          |
| 2008.       | Сељаци                                         | Пети Џонсон                                |
| 2008−2009.  | Горки плодови                                  | Старица                                    |
| 2009.       | Хитна помоћ                                    | диспечерка                                 |
| 2009.       | Јесен стиже, Дуњо моја (ТВ серија)             | госпођа Марта                              |
| 2010-е      |                                                |                                            |
| 2010.       | Бела лађа 4                                    | Евица Тасић                                |
| 2010.       | Ма није он такав                               | Госпођа Изабела Гароди                     |
| 2011.       | Парада                                         | чистачица Љубинка                          |
| 2011.       | Мост на Ибру                                   | Михаела Кезеле                             |
| 2012.       | Најлепша је земља моја                         |                                            |
| 2013.       | Звездара (ТВ серија)                           | Мица пијаница                              |
| 2014.       | Ургентни центар                                | госпођа Полић                              |
| 2017.       | Мамурлуци (ТВ серија)                          | комшиница                                  |
| 2018.       | Петак 13.                                      | Гојкова баба Рада                          |
| 2018.       | Ургентни центар 2                              | Лара Мишковић                              |
| 2019−2020.  | Јунаци нашег доба                              | Стаменка Станивуковић “Чучук Стана”        |
| 2019.       | Егзекуција                                     | баба                                       |
| 2020-е      |                                                |                                            |
| 2020.       | Лудница суботње вечери                         | влашка вештица                             |
| 2020.       | Мораш бити жив да би умро                      | Старица                                    |
| 2021.       | Златни дани                                    | Зина                                       |
| 2021.       | Вампир                                         | баба Драга                                 |
| 2021–2022.  | Јунаци нашег доба 2                            | Стаменка Станивуковић “Чучук Стана”        |
| 2022.       | Близанци                                       | Љубица                                     |
| 2022.       | Одлука                                         | Анина бака                                 |
| 2022.       | Welcome to Balkan                              | Видосава                                   |
| 2023.       | Овуда ће проћи пут (филм)                      | Рајка                                      |
| 2024.       | Прво предсказање (филм)                        | Angry Nun                                  |
| 2024.       | Sob a Chama da Candeia                         | Алзира                                     |
| надолазећи. | Дјеца Козаре                                   |                                            |
| надолазећи. | Тезгароши                                      |                                            |